# Lily Zhang
Lily Zhang (Redwood City, 16 de junio de 1996) es una deportista estadounidense que compite en tenis de mesa. Ganó una medalla de bronce en el Campeonato Mundial de Tenis de Mesa de 2021, en el torneo de dobles mixto.

## Palmarés internacional
| Campeonato Mundial | Campeonato Mundial       | Campeonato Mundial | Campeonato Mundial |
| Año                | Lugar                    | Medalla            | Prueba             |
| ------------------ | ------------------------ | ------------------ | ------------------ |
| 2021               | Houston (Estados Unidos) | Medalla de bronce  | Dobles mixto       |